# Trinité-et-Tobago aux Jeux olympiques d'été de 2020
Trinité-et-Tobago participe aux Jeux olympiques de 2020 à Tokyo au Japon. Il s'agit de sa 18e participation à des Jeux d'été.

## Athlètes engagés
| Sport      | Hommes | Femmes | Total |
| ---------- | ------ | ------ | ----- |
| Athlétisme | 13     | 9      | 22    |
| Aviron     | 0      | 1      | 1     |
| Boxe       | 1      | 0      | 1     |
| Cyclisme   | 2      | 1      | 3     |
| Judo       | 0      | 1      | 1     |
| Natation   | 1      | 1      | 2     |
| Voile      | 1      | 0      | 1     |
| Total      | 18     | 13     | 31    |

## Résultats

### Athlétisme
| Athlète                                                          | Épreuve                   | 1er tour      | 1er tour | Demi-finale   | Demi-finale   | Finale        | Finale        |
| Athlète                                                          | Épreuve                   | Temps         | Rang     | Temps         | Rang          | Temps         | Rang          |
| ---------------------------------------------------------------- | ------------------------- | ------------- | -------- | ------------- | ------------- | ------------- | ------------- |
| Kyle Greaux                                                      | 200 m masculin            | 20 s 77       | 4e       | Éliminé       | Éliminé       | Éliminé       | Éliminé       |
| Jereem Richards                                                  | 200 m masculin            | 20 s 52       | 1er      | 20 s 10       | 3e            | 20 s 39       | 8e            |
| Machel Cedenio                                                   | 400 m masculin            | 46 s 56       | 3e       | 45 s 86       | 6e            | Éliminé       | Éliminé       |
| Deon Lendore                                                     | 400 m masculin            | 45 s 14       | 2e       | 44 s 93       | 4e            | Éliminé       | Éliminé       |
| Dwight St. Hillaire                                              | 400 m masculin            | 45 s 41       | 4e       | 45 s 58       | 7e            | Éliminé       | Éliminé       |
| Kion Benjamin Eric Harrison Jr. Akanni Hislop Richard Thompson   | Relais 4 × 100 m masculin | 38 s 63       | 6e       | Non disputé   | Non disputé   | Éliminés      | Éliminés      |
| Machel Cedenio Deon Lendore Jereem Richards Dwight St. Hillaire  | Relais 4 × 400 m masculin | 2 min 58 s 60 | 2e       | Non disputé   | Non disputé   | 3 min 0 s 85  | 8e            |
| Michelle-Lee Ahye                                                | 100 m féminin             | 11 s 6        | 1re      | 11 s 0        | 3e            | Éliminée      | Éliminée      |
| Kelly-Ann Baptiste                                               | 100 m féminin             | 11 s 48       | 6e       | Éliminée      | Éliminée      | Éliminée      | Éliminée      |
| Sparkle McKnight                                                 | 400 m haies féminin       | Forfait       | Forfait  | Non qualifiée | Non qualifiée | Non qualifiée | Non qualifiée |
| Khalifa St. Fort Michelle-Lee Ahye Kai Selvon Kelly-Ann Baptiste | Relais 4 × 100 m féminin  | 43 s 62       | 8e       | Non disputé   | Non disputé   | Éliminées     | Éliminées     |

| Athlète          | Épreuve                    | Qualification | Qualification | Finale      | Finale  |
| Athlète          | Épreuve                    | Performance   | Rang          | Performance | Rang    |
| ---------------- | -------------------------- | ------------- | ------------- | ----------- | ------- |
| Andwuelle Wright | Saut en longueur masculin  | Forfait       | Forfait       | Éliminé     | Éliminé |
| Keshorn Walcott  | Lancer du javelot masculin | 79,33 m       | 16e           | Éliminé     | Éliminé |
| Tyra Gittens     | Saut en longueur féminin   | 6,72 m        | 9e            | 6,60 m      | 10e     |
| Portious Warren  | Lancer du poids féminin    | 18,75 m       | 5e            | 18,32 m     | 11e     |

### Aviron
| Athlète     | Compétition   | Série       | Série | Repêchages    | Repêchages | Quarts de finale | Quarts de finale | Demi-finale                   | Demi-finale | Finale                | Finale |
| Athlète     | Compétition   | Temps       | Rang  | Temps         | Rang       | Temps            | Rang             | Temps                         | Rang        | Temps                 | Rang   |
| ----------- | ------------- | ----------- | ----- | ------------- | ---------- | ---------------- | ---------------- | ----------------------------- | ----------- | --------------------- | ------ |
| Felice Chow | Skiff féminin | 8 min 2 s 2 | 4e    | 8 min 15 s 94 | 1re        | 8 min 21 s 23    | 5e               | Demi-finale C/D 7 min 45 s 14 | 4e          | Finale D 7 min 46 s 6 | 19e    |

### Boxe
| Athlète      | Catégorie              | 1/16e de finale     | 1/8e de finale      | Quart de finale     | Demi-finale         | Finale              | Rang    |
| Athlète      | Catégorie              | Adversaire Résultat | Adversaire Résultat | Adversaire Résultat | Adversaire Résultat | Adversaire Résultat | Rang    |
| ------------ | ---------------------- | ------------------- | ------------------- | ------------------- | ------------------- | ------------------- | ------- |
| Aaron Prince | Moyens hommes (-75 kg) | Csemez Défaite 0-4  | Éliminé             | Éliminé             | Éliminé             | Éliminé             | Éliminé |

### Cyclisme

#### Sur piste
| Athlète       | Compétition                 | Qualification       | Qualification | 32ème de finale                         | Repêchages 1             | 16ème de finale                    | Repêchages 2             | 8ème de finale                         | Repêchages 3             | Quarts de finale         | Demi-finale              | Finale Match de classement | Finale Match de classement |
| Athlète       | Compétition                 | Temps Vitesse       | Rang          | Adversaire Temps Vitesse                | Adversaire Temps Vitesse | Adversaire Temps Vitesse           | Adversaire Temps Vitesse | Adversaire Temps Vitesse               | Adversaire Temps Vitesse | Adversaire Temps Vitesse | Adversaire Temps Vitesse | Adversaire Temps Vitesse   | Rang                       |
| ------------- | --------------------------- | ------------------- | ------------- | --------------------------------------- | ------------------------ | ---------------------------------- | ------------------------ | -------------------------------------- | ------------------------ | ------------------------ | ------------------------ | -------------------------- | -------------------------- |
| Kwesi Browne  | Vitesse individuelle hommes | 9 s 966 72,246 km/h | 30e           | Éliminé                                 | Éliminé                  | Éliminé                            | Éliminé                  | Éliminé                                | Éliminé                  | Éliminé                  | Éliminé                  | Éliminé                    | Éliminé                    |
| Nicholas Paul | Vitesse individuelle hommes | 9 s 316 77,286 km/h | 4e            | Richardson Victoire 9 s 824 73,290 km/h | Non disputé              | Awang Victoire 9 s 798 73,484 km/h | Non disputé              | Wakimoto Victoire 10 s 091 71,351 km/h | Non disputé              | Dmitriev Défaite         | Non disputé              | Vigier Kenny Levy Défaite  | 6e                         |

| Athlète       | Compétition   | 1er tour | Repêchages  | Quarts de finale | Demi-finale | Finale (1-6) ou classement (7-12) |
| Athlète       | Compétition   | Rang     | Rang        | Rang             | Rang        | Rang                              |
| ------------- | ------------- | -------- | ----------- | ---------------- | ----------- | --------------------------------- |
| Kwesi Browne  | Keirin hommes | 3e       | 1er         | 3e               | 5e          | 9e                                |
| Nicholas Paul | Keirin hommes | 2e       | Non disputé | 1er              | Dsq         | Éliminé                           |

#### Sur route
| Athlète         | Compétition     | Temps   | Rang    |
| --------------- | --------------- | ------- | ------- |
| Teniel Campbell | Course en ligne | Abandon | Abandon |

### Judo
| Athlète        | Compétition          | 1er tour                | 2e tour             | Quart de finale     | Demi-finale         | Repêchage           | Finale              | Rang     |          |
| Athlète        | Compétition          | Adversaire Résultat     | Adversaire Résultat | Adversaire Résultat | Adversaire Résultat | Adversaire Résultat | Adversaire Résultat | Rang     |          |
| -------------- | -------------------- | ----------------------- | ------------------- | ------------------- | ------------------- | ------------------- | ------------------- | -------- | -------- |
| Gabriella Wood | Plus de 78 kg femmes | Slutskaya Défaite 00-10 | Éliminée            | Éliminée            | Éliminée            | Éliminée            | Éliminée            | Éliminée | Éliminée |

### Natation
| Athlète           | Épreuve                   | Série   | Série | Demi-finale | Demi-finale | Finale   | Finale   |
| Athlète           | Épreuve                   | Temps   | Rang  | Temps       | Rang        | Temps    | Rang     |
| ----------------- | ------------------------- | ------- | ----- | ----------- | ----------- | -------- | -------- |
| Dylan Carter      | 50 m nage libre masculin  | 22 s 46 | 33e   | Éliminé     | Éliminé     | Éliminé  | Éliminé  |
| Dylan Carter      | 100 m nage libre masculin | 48 s 66 | 22e   | Éliminé     | Éliminé     | Éliminé  | Éliminé  |
| Dylan Carter      | 100 m dos masculin        | 54 s 82 | 32e   | Éliminé     | Éliminé     | Éliminé  | Éliminé  |
| Dylan Carter      | 100 m papillon masculin   | 52 s 36 | 33e   | Éliminé     | Éliminé     | Éliminé  | Éliminé  |
| Cherelle Thompson | 50 m nage libre féminin   | 26 s 19 | 41e   | Éliminée    | Éliminée    | Éliminée | Éliminée |

### Voile
| Athlète      | Compétition  | Régate | Régate | Régate | Régate | Régate | Régate | Régate | Régate | Régate | Régate | Régate | Total net | Rang final |
| Athlète      | Compétition  | 1      | 2      | 3      | 4      | 5      | 6      | 7      | 8      | 9      | 10     | CM     | Total net | Rang final |
| ------------ | ------------ | ------ | ------ | ------ | ------ | ------ | ------ | ------ | ------ | ------ | ------ | ------ | --------- | ---------- |
| Andrew Lewis | Laser hommes | 23     | 29     | 27     | 31     | 30     | 15     | 23     | 24     | 25     | 7      | EL     | 203       | 29e        |